# Яр під Зайчиком
Яр-під-Зайчиком (Зайчик) — річка  в Україні, у Заслучненській сільській громаді Хмельницького району Хмельницької області. Ліва притока Случі (басейн Дніпра).

## Опис
Довжина річки 13 км., похил річки — 3,0 м/км. Формується з багатьох безіменних струмків та водойм. Площа басейну 43,8 км².

## Розташування
Бере початок у Калинівці. Тече переважно на південний схід і у Великій Клітні впадає у річку Случ, праву притоку Горині. 
Населені пункти вздовж  берегової смуги: Дворик, Мала Клітна, Волиця Друга, Кошелівка.